# سقنقور أزرق اللسان القزم
سقنقور أزرق اللسان القزم (الاسم العلمي: Tiliqua adelaidensis)، هو نوع من الزواحف يتبع فصيلة السقنقورية ضمن رتبة الحرشفيات. يتبع جنس سقنقور أزرق اللسان.